# Ann Roth
Ann Roth (Hanover, 30 de outubro de 1931) é uma figurinista estadunidense. Venceu o Oscar de melhor figurino na edição de 1997 por The English Patient. Na edição de 2021, venceu novamente o prêmio por seu trabalho em Ma Rainey's Black Bottom e se tornou, com a vitória, a mulher mais velha a vencer um Oscar competitivo.